# Johannes Weingart
Johannes Weingart (* 31. Juli 1949 in Ellwangen (Jagst)) ist ein Facharzt für innere Medizin, physikalische und rehabilitative Medizin, spezielle Schmerztherapie, Sportmedizin und Osteopathie. Außerdem betätigt er sich als Autor und ist Geschäftsführer der DOC Weingart GmbH & Co. KG, die Nahrungsergänzungsmittel entwickelt.

## Leben
Johannes Weingart studierte Betriebswirtschaftslehre an der Ludwig-Maximilians-Universität München, was er mit dem Diplom abschloss. Daran anschließend studierte er an dieser Universität Humanmedizin. Seine Facharztausbildung zum Internisten absolvierte er im Harlachinger Krankenhaus München in der Kardiologie. 1981 promovierte er mit dem Thema „Erkrankungen und Unfälle bei Hochgebirgsexpeditionen“. 15 Jahre war er leitender Internist einer orthopädischen Rehaklinik. Während dieser Zeit absolvierte er seine osteopathische Ausbildung am Philadelphia College of Osteopathic Medicine, an der Michigan State University sowie am Kirksville College of Osteopathic Medicine.
Weingart ist Initiator und Gründer der Deutsch Amerikanischen Akademie für Osteopathie (DAAO) und der Europäischen Gesellschaft für Proliferationstherapie (EAPro). Das Ziel dieser Gesellschaft ist es, die Proliferationstherapie – ein Injektionsverfahren zur Regeneration von Gelenken und inkompetenten Bändern und Sehnen – in Europa publik zu machen. Seinen Angaben zufolge ist der einzige Arzt in Europa, der Ärzte in dieser Technik ausbildet, die in den USA populär ist. Er berät die Verlage der Zeitschriften Nature Fitness und Natürlich, gesund + munter.
Weingart hat sich seit 1997 insbesondere mit der Entwicklung und Erforschung von Verfahren beschäftigt, mit deren Hilfe Aussagen zum biologischen Alter des Menschen und zu dessen Leistungsfähigkeit ermöglicht werden. Im Rahmen dieser Tätigkeit berät er Nationalteams der nordischen Kombination sowie Sportler im Eiskunstlauf, Golf, Ringen und Radfahren. Er berät die Industrie und entwickelt Gesundheitskonzepte für Unternehmen und deren Mitarbeiter. Im Rahmen dieser Tätigkeit hat Weingart Energie fördernde Produkte entwickelt, die sowohl im Hochleistungssport wie auch bei Leistungsträgern im Berufsleben konsumiert werden. Ergänzend zu den Produkten wurde 2024/25 ein digitales 30-tägiges Gesundheitsseminar entwickelt.
Von 2004 bis 2014 betrieb er in der Dreiländerklinik Ravensburg im Department Innere Medizin eine Privatpraxis. Seine Tätigkeitsschwerpunkte: Energie-Management für aktive Menschen und Gelenkregenerationstherapie sowie Schmerztherapie.
2015 entwickelte er zusammen mit einem Expertenteam das von ihm so bezeichnete „Erste digitale betriebliche Gesundheits-Förderungskonzept“ in Deutschland. Dessen Ziel sei es, den Menschen mit einfachen Schritten ein größeres Verständnis zu vermitteln, gesünder zu leben.

## Veröffentlichungen
- So stärken wir unsere Gelenke. Strategien für ein besseres Leben. Zabert Sandmann, München 2005, ISBN 3-89883-102-7.

- mit Dieter Beh: Richtig Qi Gong. Mit osteopathischen Übungen. 4. Auflage. blv, München 2017, ISBN 978-3-8354-1743-4.

- Handbuch der Proliferationstherapie. Therapiekonzepte bei Instabilität der Wirbelsäule und peripherer Gelenke. Haug, Stuttgart   2002, ISBN 3-8304-7150-5.

- mit Günther Hartung und Harald Martin: Endlich ein gesunder Rücken. Mit gezielten Übungen schmerzfrei und entspannt. Schnell und effektiv. Urania, Stuttgart 2006, ISBN 3-332-01809-4

- Das DOC Erfolgsprogramm 1 Der Lifestyler für ein erfülltes Leben. ISBN 978-3-945815-53-3.

- Das DOC Erfolgsprogramm 2 Wie Sie Ihre Vitalität steigern. ISBN 978-3-945815-56-4.

- DOC macht´s Leben leichter. (E-Book)  2025

- Die 99 besten Gesundheitstipps die Deine Gesundheit verbessern werden. (E-Book) 2025